# Section d’or
A Section d’or (a. m. aranymetszés franciául) kubista festőcsoport és mozgalom. Célja a kubizmus elméleti alapjainak megfogalmazása, a kubista ábrázolásmód tisztázása, kiállítások szervezése volt. Történelmi nevezetességű első kiállításukat 1912 őszén rendezték Párizsban, a La Boétie galériában. A csoport magja (Villon, Metzinger, Léger, Picabia, Kupka) ezt megelőzően Jaques Villon Párizs Puteaux negyedében lévő műtermében tartotta vasárnapi összejöveteleit, ezért néha a puteaux-i csoport elnevezéssel is lehet találkozni.

## Története
Az 1912-es év az addig egységesnek tartott kubizmus fejlődésében változást hozott: az analitikus kubizmusból lassan kifejlődött a szintetikus kubizmus. A puteaux-iak elvei eltértek a Bateau-Lavoir-beli festőkétől (Picasso, Braque), ők inkább a mozgás plasztikai visszaadásának problémáival foglalkoztak, így némiképp a futuristák törekvéseihez közeledtek, és mindnyájan Cézanne csodálói voltak. Jaques Villon ekkoriban dolgozta ki elméletét a gúla alakú látóterekről, amit annak idején már Leonardo da Vinci is megfogalmazott. Villon műtermében a csoport tagjai lelkesen vitáztak a síkok, a ritmus és az arány kérdéseiről, és az ő javaslatára nevezték a mozgalmukat Section d’Or-nak. A nevet Luca Pacioli 1509-ben megjelent Az isteni arány című művéből vette át, Leonardo közvetítésével (Leonardo Trattato della Pittura című műve 1910-ben jelent meg francia fordításban). Elhatározták elképzeléseik elméleti jellegű megfogalmazását, így született az első teoretikus jellegű írás a kubizmus új törekvéseiről Albert Gleizes és Jean Metzinger tollából (Du Cubisme), majd megrendezték az első Section d’Or-kiállítást 1912. október 10. és 30. között, a La Boétie galériában. A megnyitó beszédet Guillaume Apollinaire tartotta. A kritika rosszul fogadta a megnyilvánulást, ugyanakkor tagadhatatlan, hogy az avantgárd művészet igen jelentős megmozdulása volt: összefogta azokat a művészeket, akik Cézanne képstruktúráját tartották követendőnek és a „tiszta” geometria jegyében alkottak. A mozgalom egységessége és aktivitása az első világháború kitörését követően lazult, és voltak ugyan későbbi kísérletek feltámasztására, de ez már nem az eredeti elképzelések értelmében történt.

## A mozgalom tagjai
- Alexander Archipenko (ukrán)
- Alexander Calder (amerikai)
- Robert Delaunay (francia)
- Marcel Duchamp (francia)
- Raymond Duchamp-Villon (francia)
- Henri le Fauconnier (francia)
- Roger de la Fresnaye (francia)
- Albert Gleizes (francia)
- Juan Gris (spanyol)
- František Kupka (cseh)
- Fernand Léger (francia)
- André Lhote (francia)
- Louis Marcoussis (lengyel)
- Jean Marchand (francia)
- Jean Metzinger (francia)
- Francis Picabia (spanyol)
- Maurice Princet (francia)

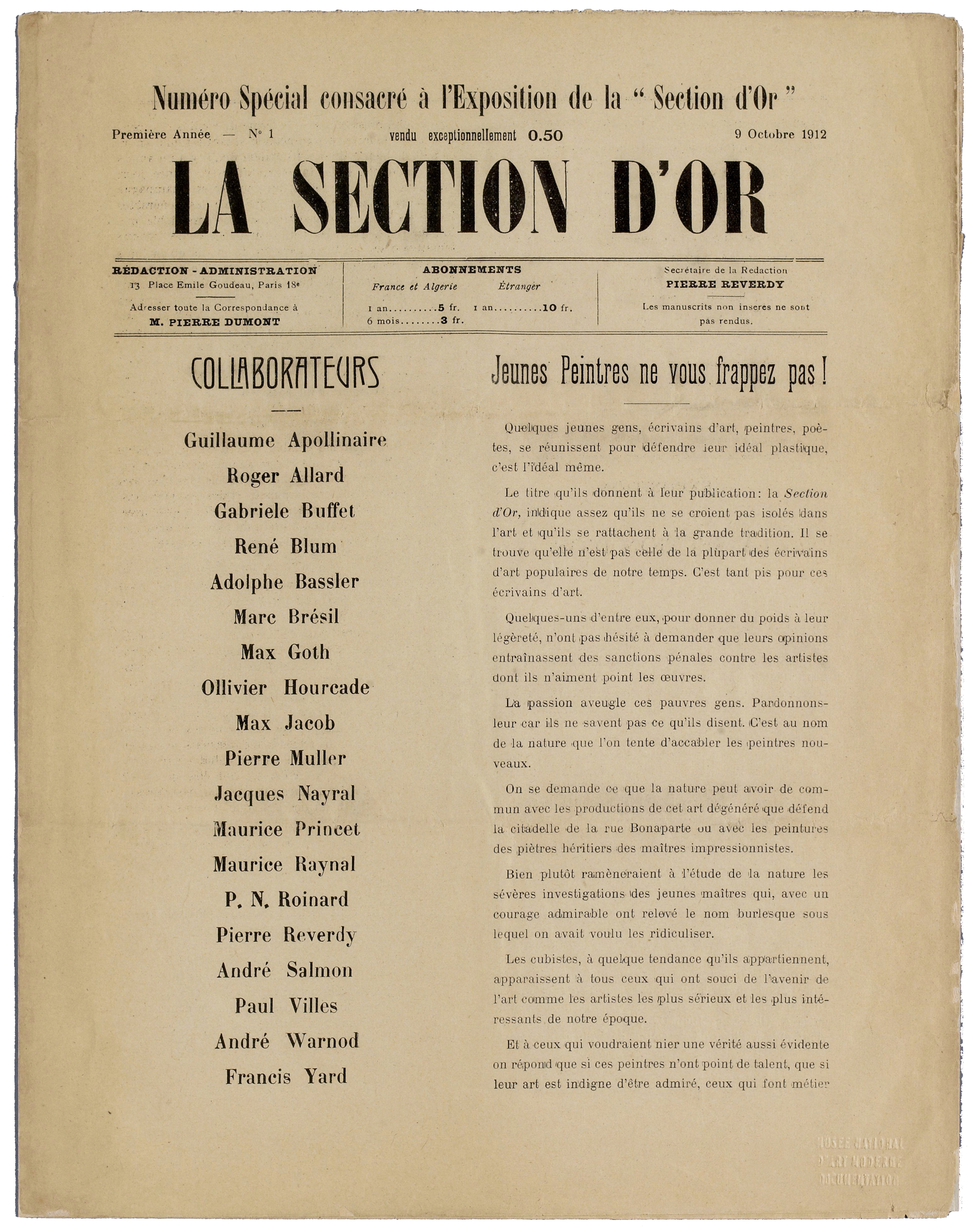
Különleges kiadvány a „Section d’Or” kiállítására, első év, 1. szám, 1912. október 9.

- Georges Ribemont-Dessaignes (francia)
- Jeanne Rij-Rousseau (francia)
- Jacques Villon (francia)